# 毒参

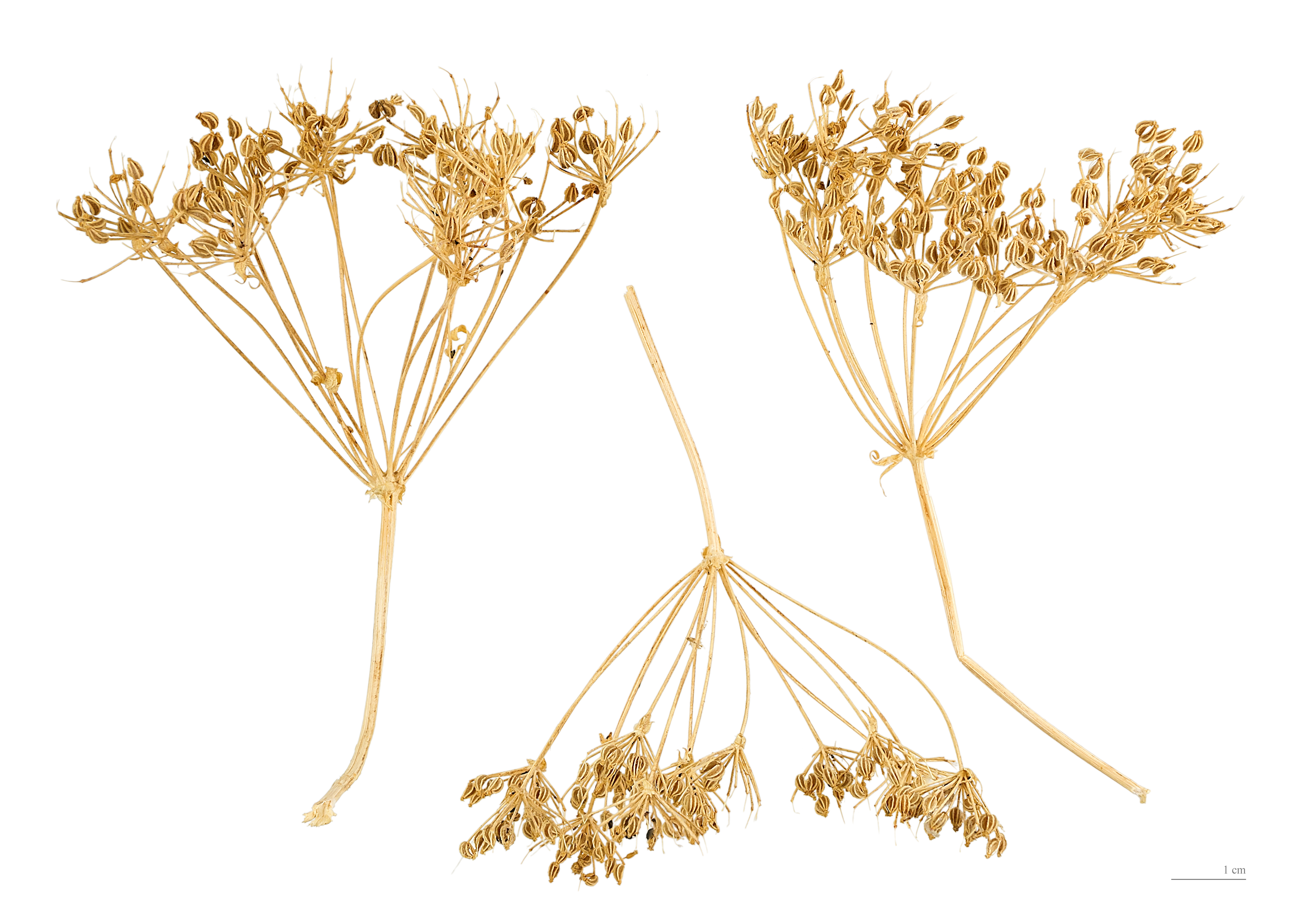
Conium maculatum

毒参（学名：Conium maculatum）是繖形科毒参属的植物。分布在欧洲、北非、北美洲、亚洲以及中国大陆的新疆等地，生长于海拔600米至1,700米的地区，常生长在林缘或农田边。毒性極強，具老鼠般的惡臭。在莎士比亞的劇作「馬克白」中，為巫婆的藥酒。

## 别名
芹叶钩吻（英拉汉植物名称）。